# Pișchia
Pișchia é uma comuna romena localizada no distrito de Timiș, na região histórica do Banato (parte da Transilvânia). A comuna possui uma área de 123.60 km² e sua população era de 3051 habitantes segundo o censo de 2011.

## População
| 2002 | 2011 |
| 3006 | 3051 |

## Património
- Fortaleza "Dosul" - século XII - XIV (época medieval)